# Euriptòleme
Euryptòleme (en grec ancien : Εὐρυπτόλεμος) est un membre de la noblesse athénienne du Ve siècle av. J.-C., membre de la puissante famille des Alcméonides.

## Biographie
Fils de Mégaclès le Jeune et de Coesyra (fille de Clisthène), il est également le beau-père de Cimon, stratège d'Athènes.
Oncle d'Alcibiade (dont la mère Dinomaque est la sœur d'Euryptòleme), il est également un cousin de Périclès.

## Famille

### Mariage et enfants
De son mariage avec une femme inconnue, il eut :
- Peisianax II ;
- Isodiké, épouse du stratège athénien Cimon.